# Balmes viennoises

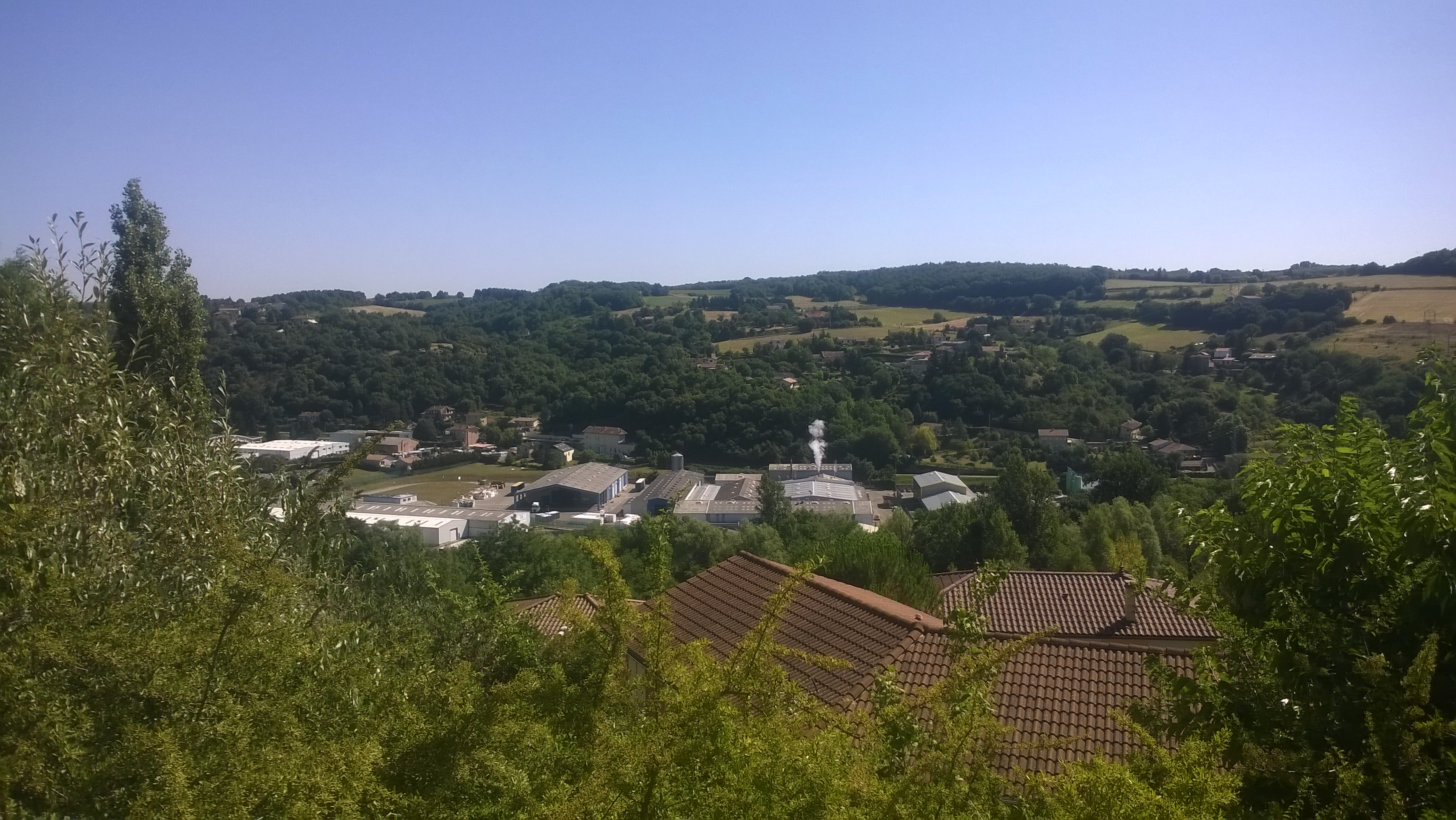
Typisch landschap van de Balmes viennoises

De Balmes viennoises is een natuurlijke regio of région naturelle van Frankrijk die zich uitstrekt over de departementen Isère en Rhône.
Het heuvelachtige landschap werd gevormd tijdens de ijstijd en ligt ten noordoosten van de stad Vienne en ten zuiden van de agglomeratie Lyon. Het strekt zich uit van de rand van de Rhônevlakte in het oosten tot de omgeving van de Bourbre-vallei.
Het natuurgebied heeft een oppervlakte van ongeveer 500 vierkante kilometer en omvat gebieden van ongeveer 25 gemeenten. De vier heuvelruggen die van west naar oost lopen, hebben uitgestrekte bossen, terwijl in de drie valleien ertussen landbouwgebieden zijn. In het westelijke deel van de Balmes viennoises liggen woonwijken en industriële zones als uitlopers van de stad Vienne. Vanuit het grootstedelijk gebied Lyon-Vienne neemt de vestigingsdruk op het natuurlijke landschap gestaag toe. Verschillende grotere transportinfrastructuuraders doorkruisen het landschap, met name de TGV-lijn Rhône-Alpes en de snelwegen A7 Autoroute du Soleil en A46.